# Gironès
El Gironès és una comarca que limita amb les comarques de la Selva, el Baix Empordà, l'Alt Empordà, el Pla de l'Estany i la Garrotxa. La capital és Girona i s'inclou dins de la vegueria de les Comarques Gironines.
L'extensió actual del Gironès restà definida per un decret del govern de la Generalitat de Catalunya del 1988, en el qual s'aprovà la constitució de la nova comarca administrativa del Pla de l'Estany, amb capital Banyoles, que li "arrabassà" onze municipis en l'original configuració arran de la divisió comarcal del 1936. El Gironès actual es compon de 27 municipis, i té un total de 197.104 habitants a data d'1 de gener de 2020.

## Geografia
El Gironès és a l'extrem septentrional del llarg corredor que és la depressió Prelitoral. Es troba encaixat entre les Gavarres, les Guilleries, la serra de Rocacorba i els terraprims empordanesos. Té aspecte de lloc de pas, com un territori estrangulat entre dos sistemes muntanyosos, per on només hi ha un camí per travessar-lo. I així és, ja que el Ter s'ha obert pas abans que tothom, i gràcies al treball, més que mil·lenari, de les aigües, ara tenim camí obert entre la depressió Prelitoral i la plana de l'Empordà. El pas estret és al nord de la ciutat de Girona, entre Sarrià de Ter i Celrà.
Girona s'ha convertit en la porta de pas i en el centre dinamitzador, històric i actual, de la comarca i de molt més enllà. A Girona convergeixen nombroses carreteres comarcals i locals, i per a prop seu passen el ferrocarril, la carretera N-II i l'autopista AP-7 que uneixen Barcelona amb França. Girona ja no és sols un lloc de pas, sinó un lloc de parada i fonda per a tota una regió, des de l'Empordà fins a la Garrotxa, i, a vegades, encara fins més enllà. Les valls del Ter i del seu afluent l'Onyar són els corredors sobre els quals s'ha establert aquesta xarxa de comunicacions.

### Relleu
Com s'ha dit, al Gironès convergeixen diferents unitats de relleu. A l'est hi ha les Gavarres, conjunt muntanyós d'escassa altitud, però compacte, fet que reforça la separació física entre el Gironès i el Baix Empordà. Es té una bella panoràmica d'ambdues comarques des del santuari dels Àngels (485 m), a la serra de Vall-lloreda. A l'extrem sud, separat de les Gavarres per les valls de la riera de Ridaura de Gotarra, hi ha el puig de les Cadiretes (519 m), prop del punt de contacte del Gironès amb el Baix Empordà i la Selva. Per poc, el Gironès no toca el mar.
A l'oest hi ha el contacte dels contraforts de la serralada Prelitoral amb les de la serralada Transversal. Els relleus de la serralada Pre-litoral van més enllà del curs del Ter, que s'hi engorja una mica, fins a entrar al pla de Girona. Tant a les muntanyes de la serralada Litoral com a les de la serralada Prelitoral dominen les llicorelles amb altres roques molt antigues i granits. En el punt de contacte amb la plana de la Selva hi ha un sector amb roques volcàniques, que continuen amb la closa de Sant Damià, que és un cràter circular de gairebé un quilòmetre de diàmetre, ja a la comarca de la Selva.
L'extrem occidental de la serralada Transversal és constituït per gresos i margues, dominantment roques calcàries. Enmig d'aquest materials hi ha afloraments volcànics de basalt. Destaca la serra de Rocacorba (990 m), gran mirador del pla de Girona.
Al sud hi ha el pla de Girona, que és la terminació de la depressió de la Selva. El pla és resseguit per l'Onyar, que desemboca al Ter després de travessar la ciutat de Girona. El pla de Girona resta tancat per les serres esmentades anteriorment. Només s'obre una mica cap a Llagostera, en direcció a la vall d'Aro.
Al nord-est el Gironès forma una plana que és part de l'àmplia plana litoral del Baix Ter, que acaba en una plana litoral.

### Rius

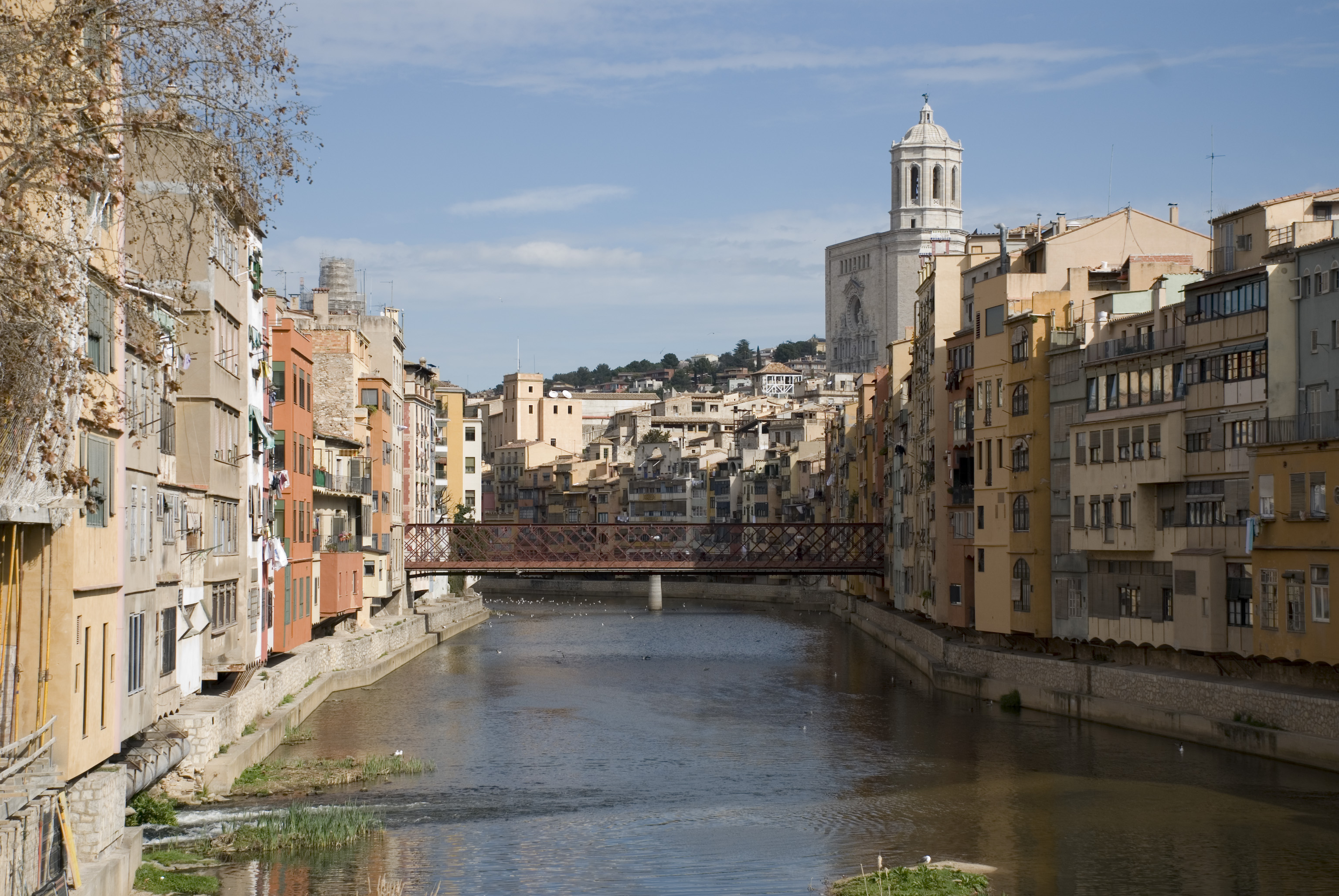
L'Onyar al seu pas pel centre de Girona

El Ter travessa el Gironès pel mig, tot obrint-se pas per les diferents serralades. Entra a la comarca una mica engorjat, al terme de Bescanó. Del marge dret del riu en surten la séquia de Bescanó, que rega les terres de Bescanó i Salt i alimenta dues centrals elèctriques, i la séquia de Monar, que va més enllà de Girona i que, passat Sarrià de Ter, forma la séquia de Vinyals. Per l'esquerra rep les rieres d'Adri i de Llémena.
El Ter penetra pel pla de Girona, i després de travessar Salt passa fregant pel nord de Girona, on rep l'Onyar. A partir d'aquest punt gira cap al nord, per enfilar un pas estret entre Sarrià de Ter i Celrà. A partir d'aquest congost ja s'obre cap a la plana al·luvial i, poc després, ja en ple Empordà, a la plana litoral, fins a desguassar al mar.
L'Onyar afluent del Ter per la dreta, recull les aigües de la meitat sud del Gironès. Tota una densa xarxa de rieres discorre pel pla de Girona provinent de les Gavarres i Guilleries. Quan hi havia un aiguat a la Selva o al pla de Girona, l'Onyar es desbordava i inundava les planes al·luvials inferiors, i ocasiona danys elevats als cultius i construccions (cases, indústries, carreteres, ponts). Han tingut conseqüències catastròfiques en els barris baixos de Girona, avui dia (2010), ja han estat molt reduïdes per les noves canalitzacions de rieres i el mateix riu al seu pas per Girona.
A l'extrem sud-est hi ha un petit sector que pertany a la conca del Ridaura, riera que recorre la vall d'Aro.

### Clima
El clima del Gironès és mediterrani humit. Les Gavarres són com una muralla que dificulta l'entrada de l'aire humit i temperat que prové del mar cap a l'interior. Per això, el clima del pla de Girona és de tipus mediterrani, més aviat de muntanya mitjana, amb hiverns una mica freds. Els sectors oberts a la plana de l'Empordà a la vall d'Aro tenen un clima mediterrani amb influència clarament marítima.
L'estació més humida és la tardor a causa de la freqüència dels llevants, que hi provoquen pluges intenses i duradores. L'estació menys plujosa és normalment l'hivern, i a l'extrem sud l'estiu. Les pluges hi són molt irregulars, amb anys molt plujosos, amb anys menys de 500 mm. El pitjor és que sovint són torrencials i provoquen greus inundacions.
Les temperatures mitjanes anuals són entre 14° i 15°, les de gener entre 6° i 8° i les de juliol entre 21° i 24°. Al fons del pla de Girona els hiverns són freds i s'hi formen boires durant molts dies de la tardor a la primavera.

### Vegetació

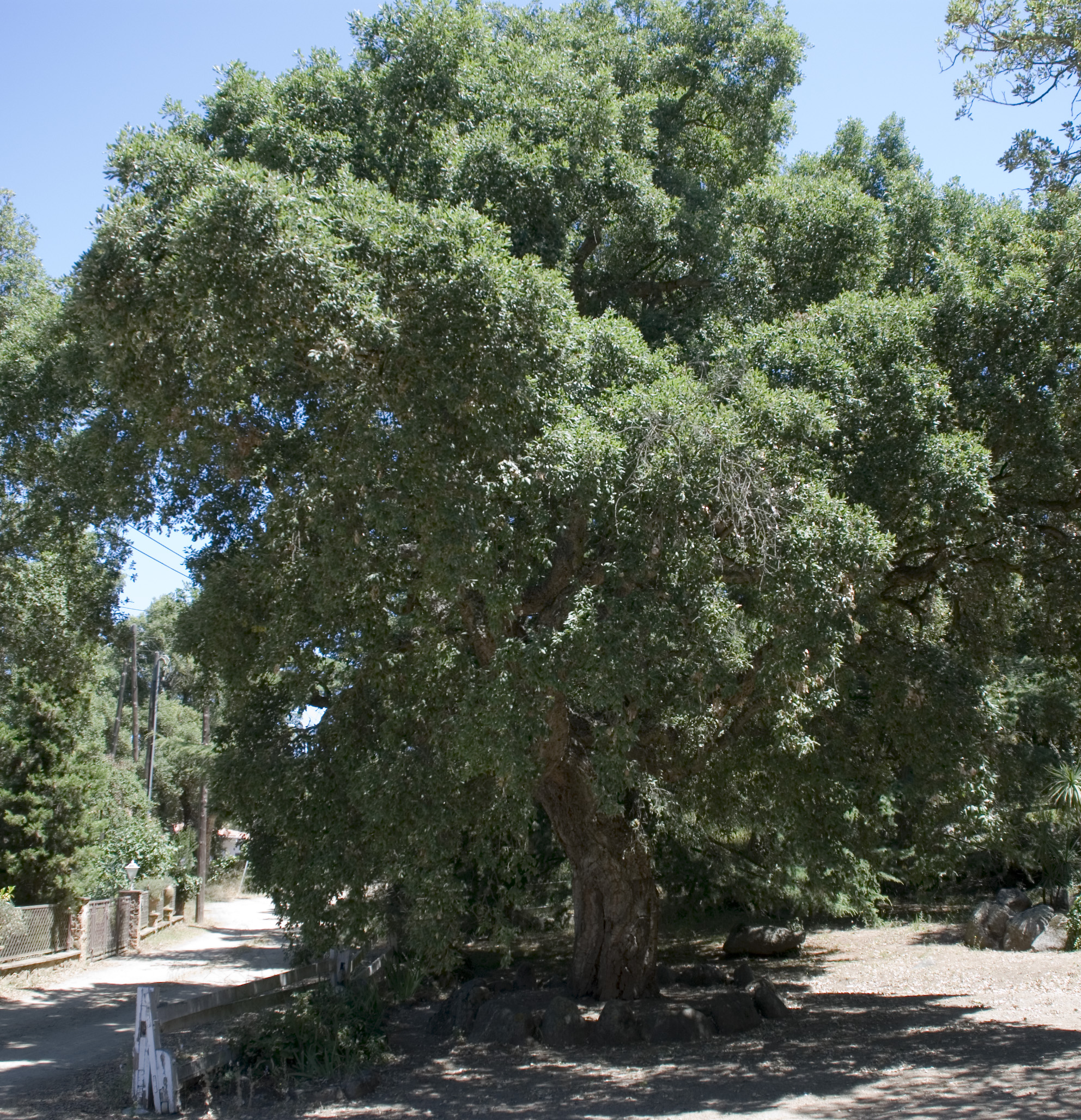
Alzina surera avui en declivi en la comarca del Gironès

La vegetació espontània del Gironès estaria formada per suredes, alzinars i rouredes. a les vores dels rius i fons humits hi hauria boscos de ribera amb verns, salzes, oms i freixes.
Els alzinars ocuparien sobretot la meitat septentrional de la comarca, on abunden les roques calcàries. En canvi, a la meitat sud seria territori de suredes. Els boscos mixtos d'alzines i sureres serien freqüents. Les suredes han estat afavorides a les muntanyes de les Gavarres i Guilleries per a l'aprofitament del suro.
Als vessants més humits hi hauria boscos on predominaria el roure martinenc. Fins en algun indret es farien fagedes.
Però molts boscos, en especial en els plans i vessants inferiors han estat substituïts per conreus i pastures. Allà on els conreus han estat abandonats, ara abunden les brolles, màquies i garrigues, ben sovint amb pins. A les Gavarres abunden el pinastre i el pi pinyer, i allà on hi ha roca calcària el pi blanc.

## Demografia
| Municipi              | Habitants |
| --------------------- | --------- |
| Aiguaviva             | 771       |
| Bescanó               | 5.171     |
| Bordils               | 1.794     |
| Campllong             | 534       |
| Canet d'Adri          | 740       |
| Cassà de la Selva     | 10.833    |
| Celrà                 | 5.462     |
| Cervià de Ter         | 1.007     |
| Flaçà                 | 1.148     |
| Fornells de la Selva  | 2.732     |
| Girona                | 104.038   |
| Juià                  | 337       |
| Llagostera            | 9.197     |
| Llambilles            | 714       |
| Madremanya            | 295       |
| Quart                 | 4.026     |
| Salt                  | 33.337    |
| Sant Andreu Salou     | 171       |
| Sant Gregori          | 4.198     |
| Sant Joan de Mollet   | 521       |
| Sant Jordi Desvalls   | 847       |
| Sant Julià de Ramis   | 3.699     |
| Sant Martí de Llémena | 709       |
| Sant Martí Vell       | 269       |
| Sarrià de Ter         | 5.335     |
| Vilablareix           | 3.508     |
| Viladasens            | 222       |
| Font: Idescat         |           |

Més de la meitat de la població del Gironès viu en el municipi de Girona. Si, a més, li afegíssim les poblacions de, Cassà de la Selva, Sarrià de Ter i Salt tres de cada quatre habitants de la comarca viuen en un d'aquests quatre municipis. Aquesta forta concentració demogràfica és recent. La gràfica de l'evolució mostra que en els darrers cent cinquanta anys hi ha hagut tres etapes en relació amb la població i l'hàbitat. Una primera etapa comprèn just la segona meitat del segle xix. El 1857, al Gironès hi havia censats 44.394 habitants, dels quals 15.759 vivien a Girona, un terç del total comarcal. Després, ve un creixement gairebé nul, amb petites variacions d'augment amb d'altres de disminució, fins al 1900. Aleshores al Gironès hi havia 45.889 habitants i a Girona 17.630. Es constata que l'augment demogràfic resta absorbit per la capital. El camp comença a despoblar-se i molts pagesos emigren cap a Girona, Barcelona o Amèrica.
A partir de 1900 es registra un augment notable fins a la dècada de 1940. Pel 1940 la meitat dels habitants del Gironès ja residien a la capital. Els municipis de muntanya continuen perdent població, com també els més afectats per la crisi del suro, com Cassà de la Selva i Llagostera. Els de l'entorn de Girona prosperen.
A partir de 1950 té lloc un augment de la població molt intens, centrat a Girona i rodalia. Aquest augment continua fins al darrer cens (1986), en què es nota un cert alentiment en el creixement demogràfic. A partir de 1980 fins avui (2010) creixen principalment els municipis de l'entorn de Girona, sobretot Salt.
| 1497 f | 1515 f | 1553 f | 1717   | 1787   | 1857   | 1877   | 1887   | 1900   | 1910   |
| ------ | ------ | ------ | ------ | ------ | ------ | ------ | ------ | ------ | ------ |
| 2.322  | 2.334  | 2.707  | 14.019 | 23.838 | 44.394 | 44.692 | 46.751 | 45.889 | 49.083 |

| 1920   | 1930   | 1940   | 1950   | 1960   | 1970   | 1981    | 1990    | 1992    | 1994    |
| ------ | ------ | ------ | ------ | ------ | ------ | ------- | ------- | ------- | ------- |
| 51.831 | 59.026 | 66.151 | 67.239 | 76.470 | 97.282 | 116.739 | 128.324 | 127.260 | 127.260 |

| 1996    | 1998    | 2000    | 2002    | 2004    | 2006    | 2008    | 2010    | 2012    | 2014    |
| ------- | ------- | ------- | ------- | ------- | ------- | ------- | ------- | ------- | ------- |
| 129.044 | 131.349 | 135.482 | 142.978 | 154.274 | 166.079 | 175.148 | 181.153 | 184.187 | 185.085 |

| 2016    | 2018    | 2020    | 2022 | 2024    | 2026 | 2028 | 2030 | 2032 | 2034 |
| ------- | ------- | ------- | ---- | ------- | ---- | ---- | ---- | ---- | ---- |
| 186.178 | 190.786 | 197.104 | -    | 206.168 | -    | -    | -    | -    | -    |

## Economia
El Gironès és una comarca rica agrícolament, gràcies a l'existència de planes que han pogut ser regades per les aigües derivades del Ter. Al regadiu es cultiven sobretot farratges, blat de moro i arbres fruiters. Els farratges (userda, blat de moro farratger, melca, caps, raigràs) són destinats al bestiar boví. D'arbres fruiters hi ha pomeres, d'on se n'obté la denominada "Poma de Girona", pereres i presseguers. El secà dominen els cereals per a gra (blat, ordi i civada), i la vinya; aquesta darrera en retrocés, com també l'olivera. En ramaderia destaquen el bestiar porcí i el boví.
Però el sector econòmic que ha revitalitzat la comarca és la indústria. El ram més característic és l'alimentari: escorxadors, embotits, et... També destaquen el tèxtil (fibres artificials), el de la construcció—que avui (2010)-- pateix una gran crisi, del paper, de la fusta, de la química, de la metal·lúrgia i de les arts gràfiques. L'àrea industrial principal és Girona i municipis propers (Salt, Sarrià de Ter, Sant Gregori, Sant Julià de Ramis). A Celrà s'hi va establir un polígon industrial que encara està en període d'expansió.
Cassà de la Selva i Llagostera tingueren una indústria tapera molt important, que es manté només en part. Al seu lloc hi ha indústries alimentàries, tèxtils, de la pell i de la fusta.
Els serveis ocupen cada vegada més gent, en especial a Girona, que s'ha convertit en un centre important administratiu i de serveis. El turisme va tindre escassa influència directa en el desenvolupament econòmic de la comarca, en especial si es compara amb les comarques costaneres, però des de fa uns anys ha començat a tenir una importància molt important al Gironès.

## Oferta turística
Al Gironès s'hi destaquen els castells com ara el de Llagostera, Montagut, Palau-Sacosta, Cervià de Ter i Medinyà, al voltant dels quals sovint es van anar formant els actuals nuclis de població.
Al llarg de l'any es realitzen més de 25 fires i/o esdeveniments singulars. També trobem 8 museus, 3 teatres, el Santuari dels Àngels, la ruta dels molins fariners, la setmana gastronòmica de Girona, el volcà de la Crosa, les Deveses, la ruta de les Gavarres, la fira del cistell a Salt i finalment 29 rutes d'interès natural per a senderistes.

## Política i govern

Mapa dels municipis de la comarca segons les alcaldies obtingudes segons les eleccions municipals de 2019.

| ERC-AM       |
| JxCAT        |
| CUP-AMUNT    |
| Independents |
| ------------ |

### Consell Comarcal
El Consell Comarcal del Gironès és l'òrgan d'administració i govern de la comarca. És un òrgan d'elecció indirecta i s'encarrega de prestar serveis als municipis. S'organitza a partir de quatre grans àrees:
- Cultura: Cultura, servei comarcal de català i Escola de Música del Gironès. Gestiona, entre altres equipaments, els Banys àrabs de Girona, i la Casa de Cultura Les Bernardes de Salt.
- Hisenda: Serveis econòmics, serveis propis, ensenyament i beques escolars.
- Cooperació Municipal: Cooperació i serveis tècnics, habitatge i obres, serveis informàtics, medi ambient, recursos ambientals i turisme. Gestiona les deixalleries, l'Agenda 21 i l'Oficina de Turisme, l'Oficina d'Habitatge i el Centre BTT Gironès.
- Serveis a les persones: Serveis socials, serveis d'atenció a la gent gran, promoció econòmica, joventut i esports. Gestiona Equip d'atenció a la Infància i l'Adolescència, serveis a la dependència, d'ocupació i joventut.

Actualment està presidit per Jaume Busquets, alcalde de Sant Martí de Llémena, de Convergència i Unió, fruit d'un acord amb el PP. L'acompanyen en el govern comarcal els vicepresidents Lluís Freixas (CiU), Concepció Veray (PP) i Enric Bagué (CiU).
| Consellers comarcals |
| 2011                 |
| -------------------- |
| CiU: 15              |
| PSC: 7               |
| ERC: 6               |
| CUP: 2               |
| PP: 2                |
| ICV: 1               |